# Alois Puff
Alois Puff (Gries-San Quirino, 24 ottobre 1890 – Bolzano, 12 ottobre 1973) è stato un militare e politico sudtirolese.

## Biografia e attività
Rimasto orfano di entrambi i genitori, assieme ai suoi fratelli fu dato in affidamento a diverse famiglie di Gries. Nel 1911 si formò come ufficiale del IV reggimento dei Tiroler Kaiserjäger a Bregenz. Durante la prima guerra mondiale, fu comandante di plotone e capo della banda musicale dell'esercito austro-ungarico sui fronti in Galizia e a Folgaria, nel Trentino.
Fatto prigioniero dagli italiani, fu rilasciato dopo il 4 novembre, e la conseguente caduta dell'Impero austro-ungarico.
Sposatosi nel 1919 con la meranese Theresa Torggler, condusse un allevamento a San Quirino. In quello stesso anno fu tra i fondatori del Deutscher Verband, evento che rappresentò l'inizio della sua carriera politica. Puff, apertamente antifascista e antinazista, nel 1939 si oppose alle Opzioni in Alto Adige e aderì all'Andreas Hofer Bund: nel 1943 fu tratto in arresto dalla Gestapo assieme a Friedl Volgger, e internato a Bolzano come prigioniero politico.
Nel febbraio 1945 fu arruolato nella Volkssturm a Colle Isarco e rimase ferito a seguito di un attacco aereo. Al termine del conflitto fu tra i fondatori del Südtiroler Volkspartei, e dal 1946 al 1948 fu consigliere comunale provvisorio del comune di Bolzano, su nomina dell'AMGOT.
Imprenditore vinicolo, è stato presidente della Cantina Gries, e nel 1965 fu nominato rappresentante delle cantine sociali dell'Alto Adige e dalla commissione economica del SVP.